# گئورگی چوربادژیسکی
گئورگی چوربادژیسکی (بلغاری: Георги Бранков Чорбаджийски؛ زادهٔ ۲۸ اوت ۲۰۰۴) بازیکن فوتبال اهل بلغارستان است.